# Olena Zelenska
Olena Volodímirivna Zelenska (nacida Kiyashko; en ucraniano: Олена Володимирівна Зеленська (Кіяшко); Krivói Rog, Unión Soviética, 6 de febrero de 1978) es una guionista ucraniana que es la actual primera dama de Ucrania desde mayo de 2019.

## Carrera y primeros años
Nació en Krivói Rog el 6 de febrero de 1978. Estudió arquitectura en la Facultad de Ingeniería Civil de la Universidad Nacional de Krivói Rog, pero en cambio escribió textos para Kvartal 95 y finalmente se convirtió en escritora.

## Primera dama de Ucrania

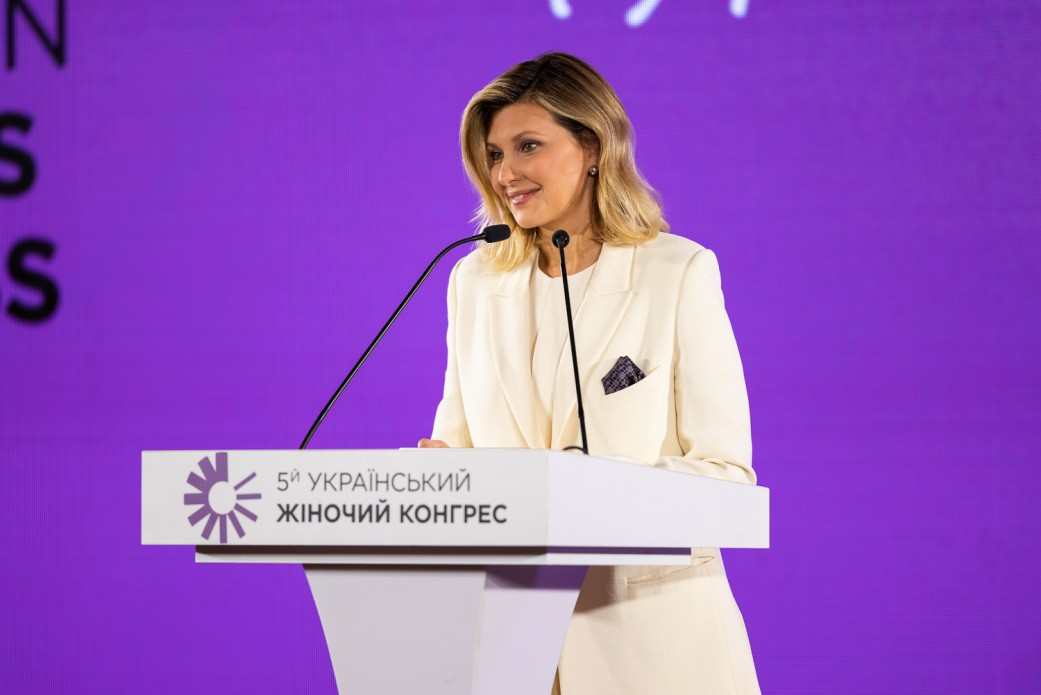
Olena Zelenska en el quinto Congreso de Mujeres Ucranianas

El 20 de mayo de 2019, Zelenska se convirtió en la primera dama de Ucrania. El 18 de noviembre apareció en la portada de la edición de diciembre de la edición ucraniana de Vogue. En una entrevista con la revista, habló sobre su primera iniciativa: la reforma de la nutrición en las escuelas ucranianas.
Zelenska inició la Cumbre de primeras damas y Caballeros de Kiev en agosto de 2021, con el tema «El poder blando en la nueva realidad».

## Vida personal
Olena y su futuro esposo eran compañeros de escuela, pero no se conocían. Zelenski dijo una vez que conocía a muchos de sus compañeros de clase, pero no a la propia Olena. Se conocieron mucho más tarde, cuando Olena estudiaba en la Facultad de Ingeniería Civil de la Universidad Nacional de Krivói Rog.
La relación entre la pareja se desarrolló gradualmente: salieron durante ocho años antes de casarse el 6 de septiembre de 2003. El 15 de julio de 2004 nació su hija Oleksandra. El 21 de enero de 2013, Zelenska dio a luz a su hijo Kyrylo.
Zelenska fue hospitalizada para observación el 16 de junio de 2020 después de dar positivo por COVID-19. La infección se describió como de «gravedad moderada», por lo que no necesitaba ventilación mecánica. Recibió el alta del hospital el 3 de julio de 2020 con tratamiento doméstico continuo por neumonía bilateral.